# La Chronique de Paris
La Chronique de Paris è una rivista letteraria fondata da Honoré de Balzac.
Il primo numero della rivista uscì il 1º gennaio 1836 e annoverava tra le sue firme Victor Hugo, Gustave Planche, Alphonse Karr, Théophile Gautier. Le illustrazioni erano di Henry-Bonaventure Monnier, Honoré Daumier e Grandville.
La rivista, nonostante l'impegno anche finanziario e i tentativi di Balzac di trasformarla in quotidiano, fallì dopo pochi numeri.